# Джуандзъ
Джуан Дзъ, наричан и Джуан Джоу (традиционен китайски: 莊子, опростен 庄子, пинин Zhuāngzǐ) е китайски философ, живял приблизително през IV века пр.н.e. Според Съма Циен, историк от времето на династия Хан, Джуан Дзъ е живял по времето на Воюващите царства, повече от век след смъртта на Конфуций.
Според биографията му, Джуан Дзъ живее между 369 пр.н.e. и 286 пр.н.e. Той се е родил в град Мън (蒙城 Méng Chéng) на царството Сун, сега – в провинция Хънан. Получил е името Джоу, наричан е също Мън-шъ 蒙吏, (служителят Мън), Мън Джуан или Мън-Старши.
Смята се за един от великите учители на даоизма, а неговото име значи „учителят Джуан“. За Джуан Дзъ щастието произтича от собствената природа Те, която произлиза от Даото. Книгата на Джуан Дзъ Zhuangzi е резултат от редакцията и подредбата на мислителя и коментатор Гуо Сян (Guo Xiang, починал през 312 CE). Той съкращава съществуващия текст от петдесет и две глави до съществуващия днес текст от трийсет и три глави.